# باتريس غانون
باتريس غانون هو راكب الكنو كندي، ولد في 12 مايو 1963.

## وصلات خارجية
- باتريس غانون على موقع أوليمبيديا (الإنجليزية)